# دوبرا وودا (بوینیک)
دوبرا وودا (به صربی: Dobra Voda) یک منطقهٔ مسکونی در صربستان است که در بوینیک واقع شده‌است. دوبرا وودا ۸۸ نفر جمعیت دارد.